# Херман II (Салм)
Херман II фон Салм (на немски: Hermann II von Salm; * 1075; † 1136) от род Дом Салм, е граф на Салм от 1088 г.

## Живот
Той е първият син на Херман Люксембургски († 1088), граф на Салм и немски геген-крал 1081 – 1088 г. в Саксония. Майка му София фон Формбах (* 1050/55, † сл. 1088) се омъжва 1092 г. за граф Стефан II от Графство Спонхайм и през 1096 г. става отново вдовица.
Херман наследява териториите в Ардените, а чрез съпругата си Агнес получава големи собствености в Елзас и Вогезите и замък Лангщайн (Pierre-Percée).
Той е често на страната на по-малкия си брат Ото фон Рейнек (* 1080, † 1150), който е пфалцграф при Рейн.
Херман е фогт на манастир Сенон. След смъртта на Херман, съпругата му основава през 1140 г. манастир Алта Силва.

## Фамилия
През 1110 г. Херман II се жени за Агнес дьо Бар (* 1082 или 1087, † вер. 1176), дъщеря на граф Дитрих от Мусон († 1105) от Дом Скарпон и съпругата му Ерментруда Бургундска († 1105), дъщеря на граф Вилхелм I от Бургундия от Иврейската династия. Тя е вдовица на граф Готфрид от Лангенщайн или Лангщайн († пр. 1110). Неговите синове са:
- Хайнрих I (ок. 1100 – 1165), получава територията в Еслинг в Люксембург
- Дитрих († 1156), абат на Св. Паул във Вердюн
- Херман III, получава територията Саверн в Елзас. Бездетен.